# Stylonematophyceae
Stylonematophyceae, razred crvenih algi u poddiviziji Proteorhodophytina. četrdesetak priznatih vrsta u dva reda, od kojih samo jkedna pripada redu Rufusiales

## Redovi
1. Rufusiales Zuccarello & J.A.West
2. Stylonematales K.M.Drew